# Првенство Савеза соколова Краљевине Југославије у кошарци 1940.
Првенство Савеза соколова Краљевине Југославије у кошарци 1940. је незванично првенство Краљевине Југославије у кошарци. Играно је 28. и 29. септембра 1940. године у Борову на Свесоколском слету. Првенство је одиграно по турнирском систему, а на њему је учествовало 6 екипа, подељених у две групе. Све екипе су представљале градске репрезентације.
1941. године требало је да се одигра прво званично првенство Краљевине Југославије у кошарци, али до тога није дошло због Другог светског рата.

## Такмичење по групама

#### Група А
|    | Тим           | Игр. | Поб. | Пор. | П+  | П- | Бод |
| -- | ------------- | ---- | ---- | ---- | --- | -- | --- |
| 1. | СК Загреб II  | 2    | 2    | 0    | 120 | 18 | 4   |
| 2. | СК Карловац   | 2    | 1    | 1    | 22  | 67 | 3   |
| 3. | СК Петровград | 2    | 0    | 2    | 14  | 71 | 2   |

| Утакмице                     | Резултат |
| ---------------------------- | -------- |
| СК Карловац - СК Петровград  | 10:8     |
| СК Загреб II - СК Карловац   | 59:12    |
| СК Загреб II - СК Петровград | 61:6     |

Напомена: Зрењанин се у Краљевини Југославији називао Петровград.

#### Група Б
|    | Тим          | Игр. | Поб. | Пор. | П+ | П- | Бод |
| -- | ------------ | ---- | ---- | ---- | -- | -- | --- |
| 1. | СК Сушак     | 2    | 2    | 0    | 79 | 29 | 4   |
| 2. | СК Београд X | 2    | 1    | 1    | 63 | 39 | 3   |
| 3. | СК Осијек    | 2    | 0    | 2    | 14 | 88 | 2   |

| Утакмице                 | Резултат |
| ------------------------ | -------- |
| СК Сушак - СК Осијек     | 48:6     |
| СК Сушак - СК Београд X  | 31:23    |
| СК Београд X - СК Осијек | 40:8     |

Напомена: Сушак је данас део Ријеке.

## Финале
| Утакмица                | Резултат |
| ----------------------- | -------- |
| СК Загреб II - СК Сушак | 45:12    |

Састав СК Загреб II: Милан Кобали, Зденко Тончић, Џон Анес, Фрањо Биртић, Милета Тешин, Фрањо Пучко, Златко Ковачевић, Звонимир Неферовић, Виктор Подбој и Томислав Вркљан.

## Извор
- Слободан Симовић, Петар Павловић, Зринко Гргић и Кристина Пантелић, Прва кошаркашка такмичења у Краљевини Југославији, 2010.